# Yasmin Levy
A cantora Yasmin Levy (יסמין לוי) nasceu em Jerusalém, a 23 de Dezembro de 1975. É filha de um folclorista de nome Yitzhak Levy, nascido em Izmir na Turquia, que colectava canções em ladino (a língua dos judeus da Península Ibérica). A obra de Yasmin inclui músicas em ladino, espanhol, hebraico, árabe e turco. Os seus primeiros discos continham principalmente canções tradicionais ladino, mas com o tempo Yasmin começou a evoluir na direção da música flamenco e pop. Os seus dois últimos discos, gravados em Madrid em colaboração com o famoso guitarrista e produtor Javier Limón contêm canções principalmente em espanhol (língua que Yasmin fala fluentemente). O jornal Guardian considerou Yasmin "uma das melhores cantoras do Médio Oriente" (The Guardian). 
Numa mescla de música cigana (flamenco) com instrumentos como o alaúde, o violoncelo, e o piano e uma maneira moderna de cantar, ela deu nova vida a letras muito antigas, vindas dos bairros judeus habitados pelos descendentes dos exilados de Portugal e Espanha no século XVI. Tem um singularíssimo estilo emotivo, nostálgico, que faz com que suas canções sejam imediatamente reconhecidas pelos fãs. Seu primeiro álbum saiu em 2000, fazendo-a famosa no mundo inteiro, especialmente na Europa, como cantora de world music. Além de Israel, seu país natal, seu trabalho é muito apreciado também na Espanha e na Turquia, e Yasmin já participou de muitos duetos ao lado de artistas turcos, como Ibrahim Tatlises e Ebru Gündes.

## Discografia
- 2000: Romance & Yasmin
- 2005: La Judería
- 2006: Live at the Tower of David, Jerusalem
- 2007: Mano Suave
- 2009: Sentir
- 2012: Libertad
- 2014: Tango
- 2017: Rak Od Layla Echad
- 2021: Voice & Piano